# Syntomeida venadia
Syntomeida venadia là một loài bướm đêm thuộc phân họ Arctiinae, họ Erebidae.